# 新韩民主党
新韩民主党（韓語：신한민주당）是一个存在于1985年到1988年的韩国政党及最大反對黨。该党的党魁是李敏雨，但党顾问金泳三和金大中有更大的影响力。

## 党史
第五共和国成立之初，不仅活跃于民主化运动的反对党政客，就连执政党民主共和党的成员也经常被禁止参与政治活动。仅存的少数民主派人士活跃于主要反对党——民主韩国党，但由于该党是由军政府创建的、受政府控制的反对党，他们无法批评全斗焕政权。
然而，随着1984年12月解除政治活动禁令，组建新的反对党以制衡全斗焕政权的想法开始酝酿。他们原想重建新民党，但被禁止。最终，过去被禁止参与政治活动的的人士和部分退出民主韩国党的人士决定组建新的反对党——新韩民主党由此于1985年1月18日成立，李敏雨当选为党总裁。

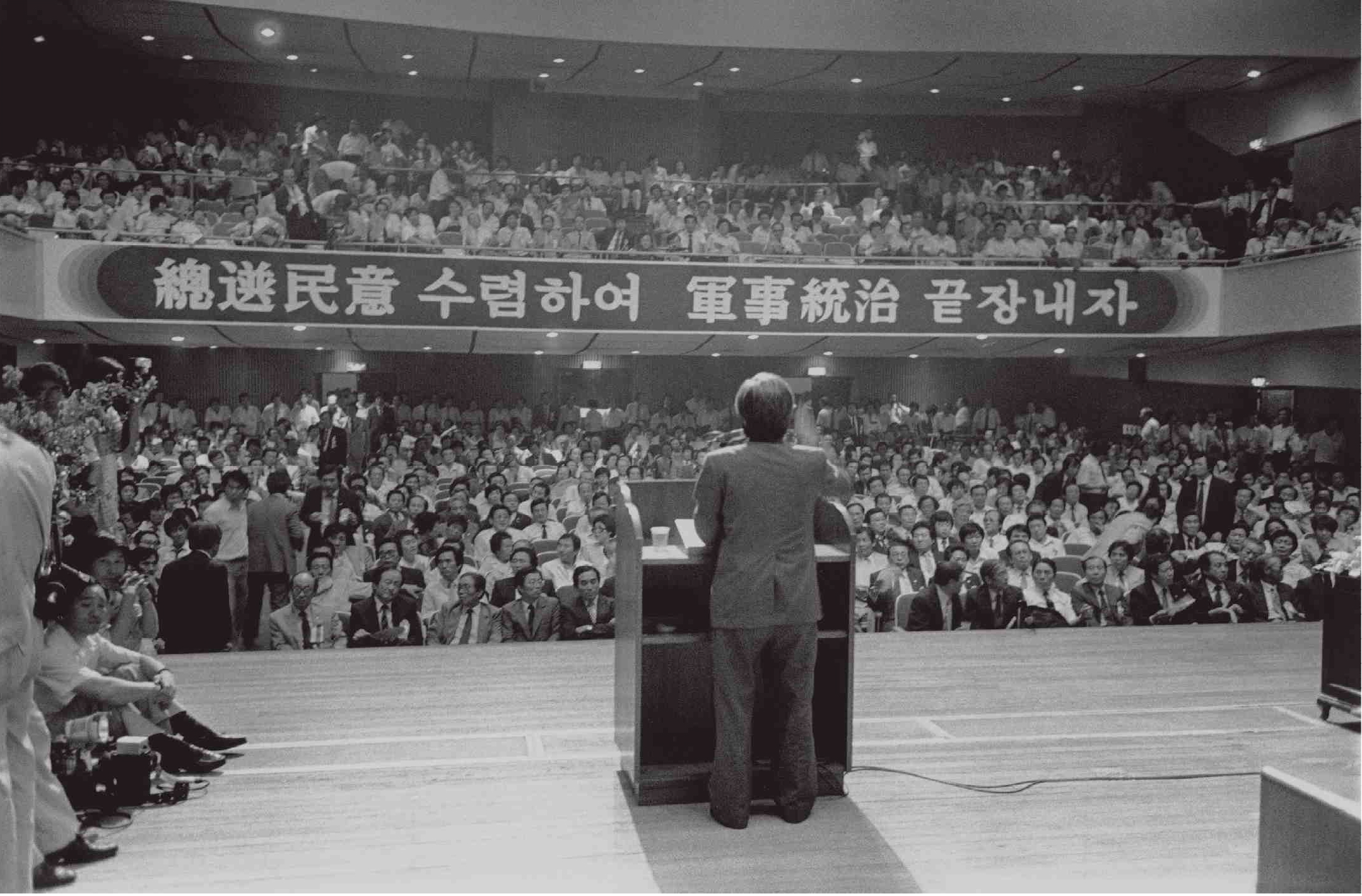
1985年8月的新韩民主党大会

由于成立时间仓促，再加上政府的选举操控，人们预料新韩民主党无法在第12届国会选举有太大作为。国家安全企划部分析新韩民主党仅能赢得20席左右，且竞选钟路区·中区的李敏雨会败选。然而，成立不到一个月的新韩民主党在首都圈等主要城市以压倒性优势获胜，拿下50个区域议席和17个比例代表议席，引起轰动。李敏雨也成功当选。随着脱党议员的加入，新韩民主党议席增至103席，成为最大反对党。新韩民主党强烈要求修宪实行总统直选。
1986年12月，李敏雨自行提出了“李敏雨构想”，提出如果全斗焕政权率先推行民主化措施，该党将接受内阁制修宪。此举引发党内冲突，以金泳三和金大中为首的直选派反对该方案，以李哲承和李宅敦为首的内阁派则予以支持。
1987年4月21日，金泳三和金大中派系脱党组建统一民主党，新韩民主党共有74名议员脱党，议席减至26席。1987年4月，另一反对党韓國國民黨并入新韩民主党，但新韩民主党没有复苏过来，在即将到来的总统选举中也没有派出候选人，李敏雨也于11月6日辞去总裁职务，退出政坛。
第13届国会选举中，新韩民主党颗粒无收，最终在4月28日依据《政党法》被吊销注册。

## 主要選舉紀錄

### 國會選舉
| 年度   | 選舉   | 贏得議席 | 區域得票數 | 區域得票率 | 區域議席 | 比例得票數     | 比例得票率     | 比例議席 | 選舉結果          | 領袖   |
| ------ | ------ | -------- | ---------- | ---------- | -------- | -------------- | -------------- | -------- | ----------------- | ------ |
| 1985年 | 第12屆 | 67 / 276 | 5,843,827  | 29.3%      | 50 / 184 | 制度未採兩票制 | 制度未採兩票制 | 17 / 92  | 新政黨； 第二大黨 | 李敏雨 |
| 1988年 | 第13屆 | 0 / 299  | 46,877     | 0.24%      | 0 / 224  | 制度未採兩票制 | 制度未採兩票制 | 0 / 75   | ▼ 67席； 院外政党 | 辛道煥 |